# Coordonnées canoniques
 (février 2021).
La mise en forme du texte ne suit pas les recommandations de Wikipédia : il faut le « wikifier ».
Les points d'amélioration suivants sont les cas les plus fréquents. Le détail des points à revoir est peut-être précisé sur la page de discussion.
- Les titres sont pré-formatés par le logiciel. Ils ne sont ni en capitales, ni en gras.
- Le texte ne doit pas être écrit en capitales (les noms de famille non plus), ni en gras, ni en italique, ni en « petit »…
- Le gras n'est utilisé que pour surligner le titre de l'article dans l'introduction, une seule fois.
- L'italique est rarement utilisé : mots en langue étrangère, titres d'œuvres, noms de bateaux, etc.
- Les citations ne sont pas en italique mais en corps de texte normal. Elles sont entourées par des guillemets français : « et ».
- Les listes à puces sont à éviter, des paragraphes rédigés étant largement préférés. Les tableaux sont à réserver à la présentation de données structurées (résultats, etc.).
- Les appels de note de bas de page (petits chiffres en exposant, introduits par l'outil «  Source ») sont à placer entre la fin de phrase et le point final[comme ça].
- Les liens internes (vers d'autres articles de Wikipédia) sont à choisir avec parcimonie. Créez des liens vers des articles approfondissant le sujet. Les termes génériques sans rapport avec le sujet sont à éviter, ainsi que les répétitions de liens vers un même terme.
- Les liens externes sont à placer uniquement dans une section « Liens externes », à la fin de l'article. Ces liens sont à choisir avec parcimonie suivant les règles définies. Si un lien sert de source à l'article, son insertion dans le texte est à faire par les notes de bas de page.
- La présentation des références doit suivre les conventions bibliographiques. Il est recommandé d'utiliser les modèles {{Ouvrage}}, {{Chapitre}}, {{Article}}, {{Lien web}} et/ou {{Bibliographie}}. Le mode d'édition visuel peut mettre en forme automatiquement les références.
- Insérer une infobox (cadre d'informations à droite) n'est pas obligatoire pour parachever la mise en page.

Pour une aide détaillée, merci de consulter Aide:Wikification.
Si vous pensez que ces points ont été résolus, vous pouvez retirer ce bandeau et améliorer la mise en forme d'un autre article.
 (février 2025).
En mathématiques et en mécanique classique, les coordonnées canoniques sont des ensembles de coordonnées sur l'espace des phases qui peuvent être utilisées pour décrire un système physique à un moment donné dans le temps. Les coordonnées canoniques sont utilisées dans la formulation hamiltonienne de la mécanique classique. Un concept étroitement lié apparaît également en mécanique quantique ; voir le théorème de Stone-von Neumann et les relations de commutation canoniques pour plus de détails.
Comme la mécanique hamiltonienne est généralisée par la géométrie symplectique et que les transformations canoniques sont généralisées par les transformations de contact, la définition du XIXe siècle des coordonnées canoniques en mécanique classique peut être généralisée à une définition plus abstraite du XXe siècle des coordonnées sur le faisceau cotangent d'une variété (la notion mathématique d'espace des phases).

## Définition en mécanique classique
En mécanique classique, les coordonnées canoniques sont des coordonnées {\displaystyle q^{i}} et {\displaystyle p_{i}} dans l'espace des phases qui sont utilisés dans le formalisme hamiltonien. Les coordonnées canoniques satisfont aux relations fondamentales entre crochets de Poisson :
{\displaystyle \left\{q^{i},q^{j}\right\}=0\qquad \left\{p_{i},p_{j}\right\}=0\qquad \left\{q^{i},p_{j}\right\}=\delta _{ij}}
Un exemple typique de coordonnées canoniques est pour {\displaystyle q^{i}} être les coordonnées cartésiennes habituelles, et {\displaystyle p_{i}} être les composants de l'élan. D'où en général le fait que les coordonnées {\displaystyle p_{i}}sont appelées «moments conjugués».
Les coordonnées canoniques peuvent être obtenues à partir des coordonnées généralisées du formalisme Lagrangien par une transformation de Legendre, ou d'un autre ensemble de coordonnées canoniques par une transformation canonique.

## Définition sur les faisceaux cotangents
Les coordonnées canoniques sont définies comme un ensemble spécial de coordonnées sur le fibré cotangent d'une variété . Ils sont généralement écrits comme un ensemble de {\displaystyle \left(q^{i},p_{j}\right)} ou {\displaystyle \left(x^{i},p_{j}\right)} avec les x ou les q désignant les coordonnées sur la variété sous-jacente et les p désignant le moment conjugué, qui sont des formes 1 dans le fibré cotangent au point q dans la variété.
Une définition commune des coordonnées canoniques est tout ensemble de coordonnées sur le faisceau cotangent qui permet à la forme canonique d'être écrite sous la forme
{\displaystyle \sum _{i}p_{i}\,\mathrm {d} q^{i}}
qui est une différentielle totale. Un changement de coordonnées qui préserve cette forme est une transformation canonique ; c'est un cas particulier de symplectomorphisme, qui est essentiellement un changement de coordonnées sur une variété symplectique.
Dans l'exposition suivante, nous supposons que les variétés sont des variétés réelles, de sorte que les vecteurs cotangents agissant sur des vecteurs tangents produisent des nombres réels.

## Développement formel
Étant donné une variété Q, un champ vectoriel X sur Q (une section du fibré tangent TQ ) peut être pensé comme une fonction agissant sur le fibré cotangent, par la dualité entre les espaces tangent et cotangent. Autrement dit, définir une fonction
{\displaystyle P_{X}:T^{*}Q\to \mathbb {R} }
tel que
{\displaystyle P_{X}(q,p)=p(X_{q})}
est valable pour tous les vecteurs cotangents p dans {\displaystyle T_{q}^{*}Q} . Ici, {\displaystyle X_{q}} est un vecteur dans {\displaystyle T_{q}Q}, l'espace tangent à la variété Q au point q . La fonction {\displaystyle P_{X}} est appelée la fonction momentum correspondant à X
En coordonnées locales, le champ vectoriel X au point q peut s'écrire
{\displaystyle X_{q}=\sum _{i}X^{i}(q){\frac {\partial }{\partial q^{i}}}}
où les {\displaystyle \partial /\partial q^{i}} sont le cadre de coordonnées sur TQ . Le momentum conjugué a alors l'expression
{\displaystyle P_{X}(q,p)=\sum _{i}X^{i}(q)\;p_{i}}
où les {\displaystyle p_{i}} sont définis comme les fonctions de momentum correspondant aux vecteurs {\displaystyle \partial /\partial q^{i}} :
{\displaystyle p_{i}=P_{\partial /\partial q^{i}}}
Les {\displaystyle q^{i}} avec les {\displaystyle p_{j}} forment ensemble un système de coordonnées sur le faisceau cotangent {\displaystyle T^{*}Q} ; ces coordonnées sont appelées les coordonnées canoniques.

## Coordonnées généralisées
En mécanique lagrangienne, un ensemble différent de coordonnées est utilisé, appelé coordonnées généralisées. Celles-ci sont communément désignées par {\displaystyle \left(q^{i},{\dot {q}}^{i}\right)} avec {\displaystyle q^{i}} appelé la position généralisée et {\displaystyle {\dot {q}}^{i}} la vitesse généralisée. Lorsqu'un hamiltonien est défini sur le fibré cotangent, les coordonnées généralisées sont liées aux coordonnées canoniques au moyen des équations d'Hamilton – Jacobi.